# 前332年
| 千纪： | 前1千纪 |
| 世纪： | 前5世纪 \| 前4世纪 \| 前3世纪 |
| 年代： | 前360年代 \| 前350年代 \| 前340年代 \| 前330年代 \| 前320年代 \| 前310年代 \| 前300年代                                                                                        |
| 年份： | 前337年 \| 前336年 \| 前335年 \| 前334年 \| 前333年 \| 前332年 \| 前331年 \| 前330年 \| 前329年 \| 前328年 \| 前327年                                                          |
| 纪年： | 周顯王三十七年 魯景公十二年 齊威王二十五年 趙肅侯十八年 魏惠王後三年 韓宣惠王元年 秦惠文君六年 楚威王八年 宋剔成君三十八年 衛嗣君三年 燕易王元年 越王無彊十一年 中山成公十八年 |

## 大事记
- 秦惠文王使犀首欺齊、魏，與共伐趙。蘇秦去趙抵燕。合縱遂解。趙人決水灌齊、魏之師，齊、魏乃退。
- 魏以華陰和秦。
- 齊威王伐燕，取十城，已而歸之。
- 亞歷山大大帝征服埃及。

## 出生
- 羋戎，戰國時楚國人。羋姓，名戎，又稱辛戎。出身楚國公族，為秦宣太后同母弟。